# Pop arabe
 (août 2020).
La musique pop arabe est un genre qui combine des mélodies pop avec des éléments de différents styles régionaux arabes. On appelle ses productions uġniya (arabe: أغنية / français « chanson (arabe) ». La pop arabe utilise des instruments à cordes, y compris la guitare, des synthétiseurs, des percussions (batterie) ainsi que des instruments traditionnels du Moyen-Orient.
Cette musique est essentiellement originaire du Caire, qui est son principal centre de production, et de Beyrouth à titre de centre secondaire. Ce genre est une sorte de sous-produit et d'émanation de l'industrie cinématographique arabe (surtout des films égyptiens), dont le principal centre se trouve au Caire.
La majorité des chansons de la pop arabe sont exécutées dans une clé mineure, et leurs thèmes sont très souvent la nostalgie, la mélancolie, les conflits et les questions d'amour en général.

## Formats de chansons, d'enregistrement et de distribution
La manière dont les chanteurs des pays arabes accèdent à la célébrité est très différente de ce qui se passe dans la pop en Occident. En règle générale, un producteur crée la chanson complète, de la musique aux paroles, quels que soient les talents de l'interprète. Ensuite, et ce à l'instar de la pop occidentale, les morceaux sont le plus souvent enregistrés en studio. Mais dans la musique arabe, les enregistrements en public sont fréquents, et plusieurs albums enregistrés en concert sont devenus très populaires. C'est par exemple le cas de la chanteuse Assala Nasri, qui suit en cela les traces de la légendaire Oum Kalthoum, dont nombres de chansons ont été enregistrées en public.
La plus grande partie de la pop arabe est disponible en albums, qui sont distribués sur CD. On ne produit pas de singles à part, mais les radios n'en diffusent pas moins des singles. Dans les pays, où certains types de musique sont interdits par la loi islamique, comme par exemple l'Iran, il est courant de trouver des enregistrements pirate.
Il n'y a pas de classements officiels (hit-parades) en raison de l'organisation plutôt lâche du secteur et de la musique piratée. Il existe cependant plusieurs prix dans différents pays, attribués de diverses manières selon les organisations qui les ont créés. Il arrive aussi que des morceaux soient repris en sonneries de téléphone, mais là encore, du fait du piratage, ces reproductions sont souvent approximatives. 
En fait, le piratage est si courant que la plupart des pirates (bootleggers) ont leur propre marque. Et souvent, ils poussent l'audace jusqu'à indiquer des informations de contact sur les CD. Le piratage est tellement répandu que la plupart des artistes ne comptent sur pas sur l'encaissement de droits et de redevances pour vivre. L'essentiel des revenus musicaux provient des téléchargements de sonneries, qui sont plus répandus qu'en Occident. Les autres revenus proviennent des accords de parrainage et des performances en direct.
Ces performances en direct sont le plus souvent négociées par le label qui distribue les œuvres de l'artiste. Elles comprennent des spectacles standards dans des salles de concert ou des lieux similaires, ainsi que des apparitions dans de grands événements médiatiques. Cependant, les prestations lors de mariages et de soirées privées sont courantes quel que soit le niveau de notoriété.

## Commercialisation
Si l'on considère l'aspect commercial de la musique et son modèle d'affaires, on constate des différences notable entre les pratiques en Occident et dans le monde arabe. Ici, contrairement à l'Occident, on trouve rarement des gestionnaires, des agents ou des systèmes de relations publiques. Les maisons de disques sont généralement des méga-corporations qui contrôlent les vidéos musicales, les canaux musicaux et la distribution, ainsi que les carrières des artistes, et les contrats avec les maisons de disques ou les concerts. Les producteurs et les auteurs sont généralement affiliés à certains labels.
Un chanteur arabe qui veut se lancer crée une vidéo de démonstration qu'il envoie aux chaînes satellites spécialisées dans ce domaine. Il appartient ensuite aux maison de disques de voir ces vidéos sur de telles chaînes, et de signer un contrat avec l'artiste.
Plusieurs autres artistes sont aussi devenus célèbres grâce à d'autres moyens qui leur ont permis de gagner de la visibilité — par exemple, parce qu'ils ont un musicien connu dans leur parenté (c'est le cas d'Assala Nasri) ou parce qu'ils se sont rendus célèbres dans un autre domaine (comme par exemple Haifa Wehbe, qui a obtenu la deuxième place au concours Miss Liban 1995).

## Thèmes permis et «interdits»
L'essentiel de la pop arabe traite de thèmes romantiques, d'où l'utilisation fréquente de mots comme habibi et qalbi (« mon amour » et « mon cœur »). Un exemple-type est Amr Diab dont les chansons Tamally Ma'ak («J'espère être avec toi»), Wayah («Avec toi»), Amarain («Les lunes») ont accaparé la tête des classements pendant plusieurs décennies. Les références explicites à la sexualité ou à des éléments interdits par l'Islam, (par exemple l'alcool) sont rares. Il en va de même de la politique, guère traitée, ce qui reflète bien le climat politique peu favorable à la démocratie dans la région. Toutefois, des conflits internationaux comme la guerre du Golfe inspirent souvent des chansons telles que Saddam Saddam (en 1991), une chanson qui se voulait un soutien moral à Saddam Hussein et qui fut un grand succès.
Bien qu'elles se montrent peu audacieuses au regard des critères occidentaux, les femmes popstars arabes ont souvent provoqué des controverses en mettant en scène la sexualité dans leurs spectacles, par exemple au travers de textes qui jouent sur les mots, de costumes de scène moulants, de danses, toutes choses qui ont soulevé de vives critiques dans les pays musulmans les plus conservateurs. Des artistes telles que Lydia Canaan (en), Samira Said, Nancy Ajram, Nawal Al Zoghbi, Latifa, Assala Nasri, Amal Hijazi et Haifa Wehbe ont toutes été attaquées à un moment ou à un autre pour avoir utilisé la sexualité dans leur musique. Cela a conduit, dans certains pays, à interdire leur musique et leurs concerts. Cela a été particulièrement le cas pour Haifa Wehbe. Quant aux costumes provocateurs de Lydia Canaan, ils ont fait d'elle un symbole sexuel, et le quotidien libanais The Daily Star relève que « sur scène, avec ses looks et son style audacieux, Canaan est devenu un modèle ». En 2002, une vidéo de la chanteuse marocaine Samira Saïd intitulée Youm Wara Youm a été interdite par le Parlement égyptien parce qu'elle était « trop sexy », et en 2003, Nancy Ajram a aussi rencontré des problèmes en Égypte, avec la vidéo de son tube Akhasmak Ah, jugé sexuellement très provoquant. En outre, la vidéo de Baya al Ward d'Amal Hijazi (2006) a été fortement critiquée et interdite sur certaines chaînes musicales. Ces extrêmes ne sont pas la règle, mais il n'est pas rare que les popstars féminines arabes se heurtent à des réactions de moindre ampleur.

## Vidéos et concerts
On l'a dit, c'est souvent à travers leurs vidéos que les popstars arabes sont découverts par les producteurs. Une fois qu'ils sont devenus plus connus, leur producteur choisit un single et réalise une vidéo musicale pour mettre en avant l'artiste. Les vidéos musicales sont généralement similaires à celles  produites en Occident: elles sont construites autour d'une brève histoire entrecoupée de scènes de danse.
Les chaînes musicales sont populaires au Moyen-Orient et en Afrique du Nord : on y trouve quelque 40 de chaînes de ce type, en arabe. Rotana, l'entreprise la plus connue, gère six chaînes de télévision, une maison de disques et une liste de plus de cent artistes arabes.
Les concerts se déroulent comme en Occident. Comme dans le cas des clips musicaux, les artistes féminines sont critiquées pour leurs costumes de scène suggestifs et pas assez couvrants. Haifa Wehbe et Nancy Ajram ont tendance à user de cette réputation pour vendre leurs concerts.
C'est parmi la jeunesse des pays du Levant et d'Afrique du Nord que les vidéos de musique pop arabe sont le plus populaires. Les pays du Golfe sont connus pour interdire ou censurer les vidéos qu'ils jugent inappropriées, tout comme l'Égypte, également connue pour interdire les vidéos musicales à caractère sexuel explicite. Le Liban, la Jordanie, la Syrie, la Tunisie et le Maroc se montrent plus souples et ont moins tendance à censurer ou interdire les vidéos. 

## Démographie et sociologie de la pop arabe
La plupart des fans de pop arabe vivent dans le monde arabe, et bien que cette musique soit particulièrement populaire chez les jeunes et des jeunes adultes, elle a également ses fans parmi la population plus âgée. On trouve aussi passablement de gens qui apprécient la pop arabe parmi les fans de danse orientale du ventre.
La pop arabe a également trouvé des fans en dehors du monde arabe, dans des communautés d'expatriés, notamment en France, au Royaume-Uni, en Australie, au Canada et aux États-Unis. Elle a bien marché en Europe au cours des dernières années, en particulier dans le Top 20 français, même s'il est plus difficile de diffuser une telle musique du fait que les textes des chansons sont écrits en différents dialectes arabes. En Australie, SBS Radio passe de la pop arabe sur un format radio appelé PopAraby.
De nombreux artistes parlent plusieurs langues et ont des chansons en plusieurs langues, en particulier le français et l'espagnol. Néanmoins, il est rare d'avoir plus de quelques lignes dans des langues autres que l'arabe.

## Histoire de la musique pop arabe

### Les débuts: 1920-1950
À ses débuts, la pop arabe se basait sur un style de musique plus traditionnel. Simultanément, des artistes tels qu'Oum Kalthoum, devenue aujourd'hui une légende de la musique arabe, ont rendu acceptable le travail des femmes.
Durant cette période, les interprètes écrivent souvent les paroles, mais ce n'est pas une règle. La musique, elle est écrite par d'autres personnes. Toutefois, tant les paroles que la musique renvoient à des styles arabes traditionnels, et les chansons durent fréquemment de dix à trente minutes. Plusieurs interprétations d'Oum Kalthoum ont même duré plus d'une heure. Les représentations sont diffusées à la radio et on organise des tournées de concerts. Ces chansons ont pu être comparées au jazz occidental pour leur aspect improvisation, et à l'opéra pour leurs éléments traditionnels et leur longueur.

### Modernisation: des années 1950 à 1970
À partir des années 1950, la pop arabe commence à trouver une voie qui lui est propre, bien que le style des débuts soit encore répandu et très populaire. Les chansons commence s'occidentaliser, tant au niveau du son que de la longueur qui est maintenant ramenée à des formats qui durent de cinq à vingt minutes. Des artistes tels que Abdel Halim Hafez et Fairuz sont devenus célèbres pendant cette période. Dalida, elle, n'a jamais été considéré comme une chanteuse arabe, tout comme son répertoire.

### Les années 1970 à 1980
Dans les années 1970, avec la montée d'artistes occidentaux comme ABBA et la disparition des premiers artistes de la génération d'Oum Kalsoum, la pop arabe acquiert un visage qui lui est propre. Des artistes tels que Dalida commencent à produire des chansons disco qui connaissent un vif succès. Au début des années 1980, c'est au tour d'artistes comme Samira Said et Laila Ghofran de connaître la célébrité, grâce à des compositions de pop arabe.

### Des années 1990 à aujourd'hui
Vers la fin des années 1990, le style des princesses de la pop arabe prend de l'importance et va donner les canons du genre que l'on connaît aujourd'hui. Des artistes comme Amr Diab, Elissa, Sherine, Nawal Al Zoghbi, Wael Kfouri, Assi Al-Helani, Diana Haddad, Kathem Al Saher, Nancy Ajram et Haïfa Wehbe sont devenus célèbres grâce à des instruments et des mélodies arabes traditionnels.
Au début des années 2020 toutefois, la pop arabe se voit supplantée auprès des plus jeunes, par le rap égyptien issu du style mahraganat , avec Marwan Pablo, Afroto, Marwan Moussa ou Wegz , ainsi que par la musique indie, avec Saint Levant, Mashrou' Leila, Siilawy, Adonis, et d'autres. 